# 斯特羅敦 (印地安納州)
斯特羅敦（英語：Strawtown）是位於美國印地安納州漢密爾頓縣的一個非建制地區。該地的面積和人口皆未知。